# A Walk Across the Rooftops
Albums de The Blue Nile
Hats
(1989)
A Walk Across the Rooftops est le premier album de The Blue Nile, sorti le 13 mai 1983. 

## L'album
Après la sortie en 1981 sous leur propre label de I love this life, le groupe signe chez Linn, fabricant de matériel hi-fi qui veut faire la démonstration d'un système nouveau d'enregistrement. L'album est vite considéré comme un chef-d’œuvre et admiré par des artistes comme Phil Collins, Peter Gabriel, Rickie Lee Jones ou Annie Lennox. Record Mirror classe l'album à la 74e place de son classement des meilleurs albums des années 1980 et il atteint la 80e place des charts britanniques. Il fait partie des 1001 albums qu'il faut avoir écoutés dans sa vie. 

### Titres
Tous les titres sont de Paul Buchanan et Robert Bell.
| No | Titre                      | Durée |
| -- | -------------------------- | ----- |
| 1. | A Walk Across the Rooftops | 4:56  |
| 2. | Tinseltown in the Rain     | 5:57  |
| 3. | From Rags to Riches        | 5:59  |
| 4. | Stay                       | 4:57  |
| 5. | Easter Parade              | 4:34  |
| 6. | Heatwave                   | 6:28  |
| 7. | Automobile Noise           | 5:08  |

### Musiciens
- Robert Bell : basse, synthétiseurs
- Paul Buchanan : voix, guitares, synthétiseurs
- Paul Joseph Moore : claviers, synthétiseurs
- Nigel Thomas : batterie